# NGC 1652
NGC 1652 (również NGC 1649 lub ESO 55-SC32) – gromada otwarta znajdująca się w gwiazdozbiorze Złotej Ryby, w Wielkim Obłoku Magellana.
Odkrył ją John Herschel 2 listopada 1834 roku, a odkrycie to zostało skatalogowane przez Johna Dreyera w New General Catalogue jako NGC 1652. Najprawdopodobniej ten sam obiekt Herschel obserwował też 23 grudnia tego samego roku, jednak pozycja obliczona wtedy przez niego różniła się od tej z pierwszej obserwacji o 9 minut kątowych, co sprawiło, że skatalogował gromadę jako nowo odkryty obiekt; Dreyer skatalogował tę późniejszą obserwację Herschela pod numerem NGC 1649. Niektóre źródła, np. baza SIMBAD, jako NGC 1649 identyfikują inną pobliską, lecz słabiej widoczną gromadę gwiazd, oznaczaną także jako ESO 55-31 lub KMHK 22.